# Marcel Bertrand

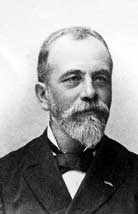
Marcel Bertrand

Marcel Bertrand (ur. 2 lipca 1847 w Paryżu, zm. 13 lutego 1907 tamże) – francuski geolog, twórca nowoczesnej tektoniki. 

## Życiorys
Był pierwszym badaczem, który wyraził pogląd o płaszczowinowej budowie Alp. Stwierdził on periodyczność procesów górotwórczych. Był profesorem École des Mines w Paryżu oraz członkiem Francuskiej Akademii Nauk.
Jego ojcem był matematyk i ekonomista Joseph Bertrand.